# 汪古部
汪古部，或译雍古、雍古歹、王孤、瓮古、旺古、汪骨、汪古惕，是12世纪至13世纪活动于漠南的一個操突厥语或蒙古语的民族，大致活动在今阴山山脉大青山以北地区，又称白鞑靼或熟鞑靼，与漠北的黑鞑靼或生鞑靼相对。他们开化较早，文明，回紇人称其祖先為卜古可汗，汪古人也奉為祖先，两者关係密切。先祖為沙陀突厥，曾隸屬於室韋，汪古部长期为金朝属部，防守北方长城沿边。金章宗明昌年间蒙古兴起，在净州（今内蒙古四子王旗）之北筑起一道新长城，据考证金熙宗初年就开始筑金界壕，到了金世宗大定间更大事兴筑；而净州这一段是金章宗时所筑，所以称为“新长城”。
成吉思汗攻金，汪古部引蒙军前进，使蒙军轻易突破金朝北方。这批人随蒙军西征，留在南俄，成為现今伏尔加韃靼人的祖先之一。一部分成為现在哈萨克的瓦克部落。也是土族的重要族源之一。

## 名称来源
“汪古”一名的来源，大部分学者认为可能来自“城墙”之意，也就是金朝的长城（金界壕），据拉施特《史集》所说，金朝的君主在与游牧民的边境筑起了一道墙，波斯语原文称此墙蒙古人称作（اونکوه），俄译本据塔什干本和德黑兰本将其转写为ūtkūh，而东方研究所本和巴黎本则将其转写为ūnkūh，中国蒙古史学家亦邻真认为该词应该读作ūnkūh，即汪古部族名之来源。《史集》在该段中同时还记载突厥人将其称为，亦邻真教授认为是的误写，即第一个字母Y（ی）少了一个点误写成了B（ب），因为该词（蒙古語： yohurkha）正好是“围墙”的意思。柯劭忞《新元史》也说：“汪古部乃白達達十五部之一，本爲布而古特，亦曰貝而忽特，遼人稱爲烏而古，屢降屢叛。後爲金人所撫，屬西北路招討司。大定後，北族漸強，金塹山爲界，以限南北，烏而古部有帳四千，居界垣之衝要，屏蔽山後諸州。獲古謂長城曰盎古，又訛爲汪古云”。此外屠寄《蒙兀儿史记》里也说：“北语谓边塞曰乌古，语讹为汪古，遂称汪古惕云”。
芬兰学者芮跋辞（Volker Rybatzki）则认为，汪古一名来自突厥语的öng（荒野、荒漠）加上-güt（派生词尾），汉语文献中的“沙陀”即是对该名称的意译。

## 与金朝和蒙古部的关系

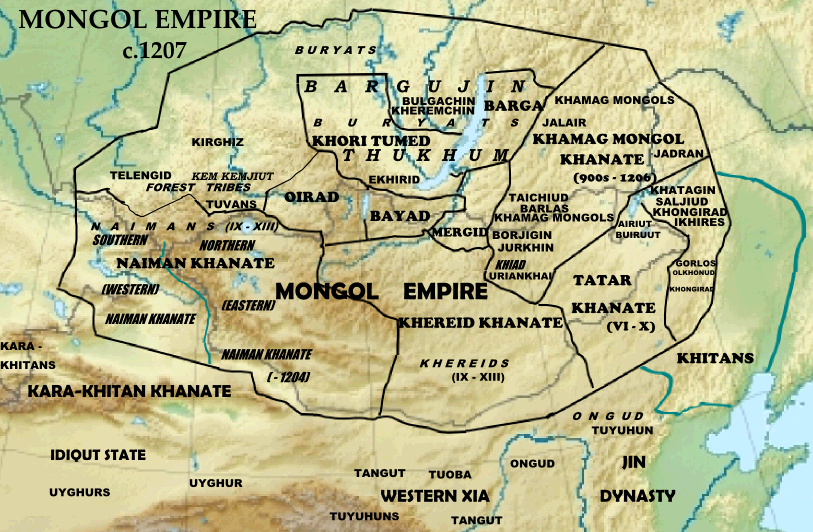
1207年的蒙古高原部落

汪古部本是金朝的直辖臣民，负有守卫界壕抵御蒙古的责任。波斯史学家拉施德丁也几次描述了金长城，并肯定汪古人在守戍界壕：
契丹（女真）君主由于时刻担心着这些蒙古游牧民，便在契丹国（金朝）与这些部落之间筑起一道象亚历山大城墙那样的城墙（蒙古人称之为ūtkūh，突厥语则作būqūrqeh），表现了制驭他们的远大眼光与才干。这道城墙的一端起自哈剌沐涟河，……另一端直到女直地区边界的海边（东北）。契丹君主把汪古惕视为自己的军队和真诚效忠的奴隶（bandeh-i mukhlis），将ūtkūh城墙的大门托付给他们，这个部落便经常守卫着它。
汪古同蒙古高原各部交往也很密切，似乎起初他们同乃蛮有特殊的关系，后来又联合蒙古消灭了乃蛮。蒙古西侵并战胜乃蛮是成吉思汗实现蒙古统一的最后一次决战，而汪古部又在其中起了重要作用，因此当时的蒙古史料如《史集·成吉思汗纪》、《圣武亲征录》、《蒙古秘史》都有记载。但只有阎复《驸马高唐忠献王碑》（简称《阎碑》）指出了汪古部曾经出兵与成吉思汗同征乃蛮的事实。在成吉思汗灭乃蛮部以前，征服了克烈部的王罕，王罕的部属曾被汪古部收留，在克烈部人答失蛮的《神道碑》也有记载。这表明，在成吉思汗统一突厥、蒙古各部以前，克烈与汪古部之间，汪古与蒙古部之间都已有交往。
公元1206年，成吉思汗建都于曲雕阿兰，“授同开国有功者”九十五千户，其中就有“汪古惕阿剌忽失的吉惕忽里古列坚五千户”，超过蒙古全军的5%，因此汪古的归顺对成吉思汗建国具有重大的意义。成吉思汗初次出兵下中原在公元1211年，金人在蒙古进军前，正忙于修筑乌沙堡，其后负责守卫乌沙堡的汪古部将关口交给蒙古。入关后，汪古部又自愿充当向导，所以使金军一接触时就陷于被动，以致一败涂地。拉施德丁也证实了确有其事：
后来，当成吉思汗攻打契丹（金朝）地区时，阿剌忽失（汪古部首领）出于对阿勒坛汗（金朝皇帝）的怨恨，将（他所防守的城墙）关口转交了成吉思汗。

## 与孛儿只斤氏的通婚关系
汪古部贵族在元朝不仅是世袭封王，在元代社会中非常受到重视，而且还享有同成吉思汗家族世代通婚的宠遇。《阎碑》在叙述孛耀合说：
（太祖）仍约世婚，敦交友之好，号按达—忽答。
这种关系，实际上并不是从孛耀合时才开始的。拉施德丁指出（还在汪古部首领阿剌兀思附蒙时）：
有姑娘从成吉思汗氏族嫁到汪古惕部落，也有娶自他们的。
元代曾到中国的西方旅行家，凡是旅途经过汪古部领地的人，都很了解汪古部同成吉思汗家族的这种关系，马可波罗说：
这些领主们（即阔里吉思等人），被成吉思汗的后裔大汗看成是贵族的血统。成吉思汗曾经娶王汗（他用我们的话称为长老约翰）的女儿为妻。所有的诸王贵胄都是从这个姑娘所出，他们总是把自己或亲属的女儿嫁给统治那个地区的诸王—长老约翰血统的后嗣。
鄂多立克从北京取道东胜、天德回西方时，也曾指出：
（汪古部主）凭据一项由习惯确定的契约常常会得到大汗的女儿为妻。
《阎碑》所谓“约世婚交友之好，号按达—忽答”是成吉思汗与别部通过婚姻建立军事联盟的一种方式。最早建立这种关系的有弘吉剌部和亦乞烈思部，征服克烈部以后，又同斡亦剌、汪古部建立了这种关系。拉施德丁在斡亦刺部的一节写到：
成吉思汗与他们保持（相互）嫁娶姑娘的关系，并成为anda-quda（按达—忽答）。
“按达”，也就是结拜、结义、朋友的意思，《蒙古秘史》汉译作“亲家”，是姻亲的意思。以上几部在成吉思汗统一突厥、蒙古各部的过程中，或起兵相助，或自动归附。成吉思汗由于他们在艰苦的统一战争中的功劳和为了进一步利用他们巩固自己的统治，乃保留他们的领地和属民，固定了世代联姻的亲属关系。直到元朝建立以后，他们就成了几个特殊的勋贵家族。成吉思汗创造的千户制度，打碎了原有的部落体系，将拥护自己的部落分属于以亲族、驸马、功臣为首的千户，再把被征服的各部百姓拆散分配到各千户之中，割断他们原有的血缘纽带，统统变成蒙古国、蒙古化的百姓。
| 孛儿只斤氏公主 | 父         | 汪古部首领                         |
| -------------- | ---------- | ---------------------------------- |
| 阿剌海别吉     | 成吉思汗   | 不颜昔班、镇国（侄）、孛耀合（弟） |
| 独木干         | 拖雷       | 聂古台、察忽（弟）                 |
| 月烈           | 忽必烈     | 爱不花                             |
| 叶里迷失       | 贵由       | 君不花                             |
| 忽答迭迷失     | 真金       | 阔里吉思                           |
| 爱牙失里       | 元成宗     | 阔里吉思                           |
| 亦怜真         | 不詳       | 囊家台                             |
| 回鹘公主       | 阿只吉     | 丘邻察                             |
| 阿实秃忽鲁     | 奈刺不花   | 术忽难                             |
| 叶绵干真       | 兀鲁歹     | 术忽难                             |
| 速哥八剌       | 晃兀帖木儿 | 马札罕                             |
| 竹忽真         | 卜罗出     | 火思丹                             |
| 奴伦           | 完泽       | 阿里八斛                           |
| 阿刺的纳八刺   | 甘麻剌     | 术安                               |
| 吉刺实思       | 不詳       | 阿剌忽都                           |
| □难            | 晃兀帖木儿 | 马札罕                             |

## 族源
汪古一名在蒙古侵金之后才开始出现，现今学者一般认为他们操突厥语，宗教信仰也不同于蒙古人。

### 突厥语族说
古代文献记载汪古部出自沙陀部，其部族首领始祖卜国出为沙陀人李克用之后裔。另一说，汪古部出自回鹘，有学者认为所谓卜国即是回鹘人传说中的始祖“卜古可汗”，其传说记载在畏兀儿亦都护事迹的《高昌王世勋碑》，卜古或译普鞠、卜国，为Bugu的不同音译。回鹘的祖先传说就是树瘿中裂出的卜古可汗，马可波罗涉及畏兀儿时也谈到：
他们说，他们最早出现的国王不是通过人生育产生的，而是由树中流出的叶液结成某种树瘿中生出来的。这种树瘿我们通常叫做esca；所有其他的王都是从他传下来的。
卜古可汗的传说并非畏兀儿人所独有，拉施德丁也在乃蛮部一节中提到了卜古可汗。学者因此断定回鹘亡国后，有一部分回鹘人或逃往漠南，其后同别的部落结合在一起，改用了别的名称。这部分人中，至少可以肯定有乃蛮和汪古在内，他们同样是回鹘的余部。
从语言上看，汪古部早期的几个首领的名字，可以确定是属于突厥语。如阿刺忽失的斤忽里，“阿剌忽失”是他的本名，突厥语中意为“斑驳的鸟”，“的斤（Tegin）”即唐代常见的突厥官号特勤，“忽里”是古突厥语对统率数部之长的称号。不颜昔班的不颜是一个来源于梵文的畏兀儿突厥语词，意为“美德”、“善行”，“昔班”是畏兀儿人常用的基督教名。君不花和爱不花是突厥语“太阳公牛”和“月亮公牛”的意思。其余的首领名字，或属于突厥语、或属于基督教名。
元代的拉施德丁把住在广大草原地带的游牧部落都称为突厥人，其分布西至钦察草原、北至亦必忽儿失必儿（西伯利亚）东至捕鱼儿脑儿（贝尔湖）、额济纳河，南到长城附近。他把他们分为五类；其第一类为钦察人等，为中亚地道的突厥人；第三类除了克烈部、其余的像乃蛮和汪古惕可能为突厥、回鹘灭国后留下来的余部，同蒙古人交往较多。他的分类显然比蒙古人的四等人分类方法更为精确，其第一、第三类为元人典型的色目人，但他并没有列入他熟悉的西亚、欧洲的非突厥人。刺失笃丁把乃蛮、汪古、克烈归在一类的另一特点是他们的文明程度较高，已经建立超过部落联盟阶段的政权，具有简单的国家机器。在宗教信仰方面，他们都已放弃原始的萨满教，接受了从西亚传入的景教。如拖雷的妻子，出身于克烈部的唆鲁禾帖尼也是一个著名的基督教徒。
乃蛮、汪古、克烈三部的关系非常密切，他们之间有相互通婚的关系，尤其是乃蛮和汪古之间。过去学术界一般认为这三部是突厥人，不过克烈部在《辍耕录》列为“蒙古七十二种”之中，基本上享有蒙古人的待遇，一般学者对克烈部难以下纯属于突厥语族的结论。但《元史》记载有一个克烈人速哥，自称是“世传李唐（沙陀）外族”，同汪古的传说一样，至少可以说明突厥语族在克烈人中占有很大成分，不同于一般蒙古人。至于乃蛮，相传其部“始居于”吉利吉思，可能同黠戛斯人有关，可以肯定属于突厥语族。克烈和乃蛮是被成吉思汗灭亡之部，部人被蒙古所瓜分，在部人分散的情况下，其后人蒙古化较快，原有的民族特征自然会逐渐消失。汪古部则是自动归附蒙古，部人仍聚居在原来的土地上，而且又地处漠南，更可保留他们原有的特点。总之乃蛮、汪古甚至克烈部是金元时期大漠南北西部族属接近的突厥语族集团，可以从传说、语言、风习各方面得到证明。

### 蒙古语族说
有学者认为汪古部出自阴山鞑靼，“鞑靼”一词最早出现于公元732年漠北鄂尔浑河东柴达木湖傍的《阙特勤碑》。在碑东面的突厥文中，有“三十姓鞑靼”（Otuz Tatar）等等。据考证“三十姓鞑靼”与成吉思汗时代的塔塔儿略同居外兴安岭西之地。另外《毗伽可汗碑》文中又有“九姓鞑靼”，从碑文无法推断他们的地理位置，有学者推测其地理位置应该在回鹘牙帐窩魯朵八里东南数百里的达旦泊；位于辽代时期居于古回鹘城、可敦城（辽代称镇州）附近的阻卜部。唐朝以后，见于史籍的鞑靼只有近塞鞑靼，主要游牧于东起阴山，西逾黄河、额济纳河流域的地区，此部也称作南鞑靼。由于元人讳言“鞑靼”，有学者断定《辽史》和《金史》中的阻卜就是鞑靼。
不过学者也指出不能因为许多部落共用“鞑靼”这个名称，就说他们都是属于蒙古语族，比如宋人把成吉思汗突厥、蒙古诸部的军队统称为鞑靼，又根据突厥、蒙古诸部的一些表象将其分成黑、白、生几类，“鞑靼”并非他们的自称。从唐末以来，汉文史料中把分散在蒙古草原广大地区的北方突厥、蒙古诸部都称为鞑靼（或《辽史》和《金史》中改用的名称阻卜）。远在突厥、回鹘可汗统治时期，所谓“三十姓鞑靼”、“九姓鞑靼”已在漠北崛起。其后突厥败亡（742年），回鹘西迁（840年），留在蒙古高原东和东北部的鞑靼余部，虽没有建立突厥、回鹘式的统一政权，但也称雄一时，所以连不叫鞑靼的突厥部落也以鞑靼闻名。拉施德丁曾记载了这种情况：
由于塔塔儿人的强大和至为荣耀，在人们区别各部的支派和名称时，都以他们（塔塔儿）的部名为名，而将所有的人都叫做塔塔儿。各部也自认为是塔塔儿人而感到自己的伟大和尊贵。
这说明当时有北方部落冒称塔塔儿的情况，以致仅从传闻了解一鳞半爪的中原人把他们笼统地称为鞑靼。马可波罗对忽必烈时期汪古部领地做了描述，明确指出汪古部有别于蒙古：
而他（阔里吉思）所统治的那块地方，正相当于我们的国家里称之为Gog和Magog的地方，但是住在该地的人的语言中确称那地方为Ung（汪古）和Mongul（蒙古）。而在这些省中各有一个不同族的人，在汪古是人而在蒙古住的是鞑靼人，因为在鞑靼人离开这里以前这省内有两个族的人；汪古是这地方（天德军）的那些人，而蒙古是鞑靼人。因此，鞑靼人有时被称为蒙古。
马可波罗这里不但认为汪古不是蒙古，而且还认为鞑靼只有蒙古人。元朝漠南有所谓五投下（五诸侯），即兀鲁、忙兀、弘吉剌、亦乞烈思和扎刺亦儿五部，同处漠南的汪古，则没有列入其中，很可能是因为他们不是蒙古，所以没包括进去。

## 宗教

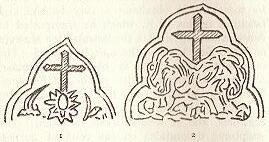
北京十字寺发现的景教十字架

汪古部是一个信仰聶斯脫里派基督教的部落。聶斯脫里派基督教于5世纪初兴起于西亚，7世纪传入中国，唐代时称为景教。与操突厥语的克烈部（游牧于蒙古高原中部）和操突厥语的乃蛮部（游牧于蒙古高原西部）一样都信仰基督教，特别是汪古部还留下许多带宗教色彩的实物。

## 经济
汪古部不仅处于蒙古草原和中原交通的要冲，而且是草原丝绸之路常经之地。元代旅行家拉班·扫马和雅巴拉哈三世曾由此前往西亚，欧洲来华的马可波罗、孟高维诺、鄂多立克等人，或来回时途经这里，或同汪古部人有过直接接触，他们在西方留下了各种文字的记载，其中也报导了汪古部的情况，因此汪古部的史迹也普遍受到中西交通史研究者的重视。
他們不同於蒙古部，較早已從事農業。

## DNA
据吉林大学边疆考古研究中心在2014年的论文，河北省梳妆楼元墓之汪古部首领高唐王阔里吉思遗骨检测结果Y-DNA haplogroup Q-M242。大致上可以断定汪古部的贵族属单倍群Q-M242，单倍群Q-M242在中、南美洲的印第安人群中出现的频率最高，也有一部分的北美洲印第安人群有此单倍群，单倍群Q-M242出现的频率在爱斯基摩人、阿留申人中也很高。

## 著名人物
- 阔里吉思
- 赵世延
- 马祖常
- 汪德臣